# Danh sách album quán quân năm 2011 (Liên hiệp Anh)
Dưới đây là danh sách những album nhạc đạt vị trí quán quân tại bảng xếp hạng album của Liên hiệp Anh và Bắc Ireland (UK Albums Chart) trong năm 2011.
| Ngày        | Album                              | Nghệ sĩ                            | Doanh số |
| ----------- | ---------------------------------- | ---------------------------------- | -------- |
| 2 tháng 1   | Loud                               | Rihanna                            | 76.237   |
| 9 tháng 1   | Loud                               | Rihanna                            | 50.088   |
| 16 tháng 1  | Loud                               | Rihanna                            | 44.827   |
| 23 tháng 1  | Doo-Wops and Hooligans             | Bruno Mars                         | 86.243   |
| 30 tháng 1  | 21                                 | Adele                              | 208.090  |
| 6 tháng 2   | 21                                 | Adele                              | 135.585  |
| 13 tháng 2  | 21                                 | Adele                              | 134.241  |
| 20 tháng 2  | 21                                 | Adele                              | 188.764  |
| 27 tháng 2  | 21                                 | Adele                              | 173.718  |
| 6 tháng 3   | 21                                 | Adele                              | 180.493  |
| 13 tháng 2  | 21                                 | Adele                              | 161.580  |
| 20 tháng 3  | 21                                 | Adele                              | 159.895  |
| 27 tháng 3  | 21                                 | Adele                              | 156.162  |
| 3 tháng 4   | 21                                 | Adele                              | 257.731  |
| 10 tháng 4  | 21                                 | Adele                              | 114.476  |
| 17 tháng 4  | Wasting Light                      | Foo Fighters                       | 114.557  |
| 24 tháng 4  | 21                                 | Adele                              | 91.803   |
| 1 tháng 5   | 21                                 | Adele                              | 73.771   |
| 8 tháng 5   | 21                                 | Adele                              | 80.922   |
| 15 tháng 5  | 21                                 | Adele                              | 70.362   |
| 22 tháng 5  | 21                                 | Adele                              | 51.183   |
| 29 tháng 5  | Born This Way                      | Lady Gaga                          | 215.639  |
| 5 tháng 6   | Born This Way                      | Lady Gaga                          | 67.615   |
| 12 tháng 6  | Suck It and See                    | Arctic Monkeys                     | 82.424   |
| 19 tháng 6  | Progress                           | Take That                          | 77.720   |
| 26 tháng 6  | Born This Way                      | Lady Gaga                          | 47.150   |
| 3 tháng 7   | 4                                  | Beyoncé                            | 89.211   |
| 10 tháng 7  | 4                                  | Beyoncé                            | 44.929   |
| 17 tháng 7  | 21                                 | Adele                              | 43.555   |
| 24 tháng 7  | 21                                 | Adele                              | 46.648   |
| 31 tháng 7  | Back to Black                      | Amy Winehouse                      | 44.076   |
| 7 tháng 8   | Back to Black                      | Amy Winehouse                      | 63.070   |
| 14 tháng 8  | Back to Black                      | Amy Winehouse                      | 43.726   |
| 21 tháng 8  | Welcome Reality                    | Nero                               | 30.640   |
| 28 tháng 8  | Echoes                             | Will Young                         | 65.773   |
| 4 tháng 9   | I'm With You                       | Red Hot Chili Peppers              | 71.858   |
| 11 tháng 9  | Playing in the Shadows             | Example                            | 56.224   |
| 18 tháng 9  | +                                  | Ed Sheeran                         | 102.350  |
| 25 tháng 9  | Velociraptor!                      | Kasabian                           | 94.088   |
| 2 October   | The Awakening                      | James Morrison                     | 62,181   |
| 9 October   | The Awakening                      | James Morrison                     | 36,411   |
| 16 October  | The Ultimate Collection            | Steps                              | 34,200   |
| 23 October  | Noel Gallagher's High Flying Birds | Noel Gallagher's High Flying Birds | 122,530  |
| 30 October  | Mylo Xyloto                        | Coldplay                           | 208,343  |
| 6 November  | Ceremonials                        | Florence and the Machine           | 94,050   |
| 13 November | Someone To Watch Over Me           | Susan Boyle                        | 72,745   |
| 20 November | Christmas                          | Michael Bublé                      | 85,787   |
| 27 November | Talk That Talk                     | Rihanna                            | 163,819  |